# Independent Spirit Awards 1995
La cerimonia di premiazione della 10ª edizione degli Independent Spirit Awards si è svolta il 25 marzo 1995 sulla spiaggia di Santa Monica, California ed è stata presentata da Kevin Pollak. Jodie Foster e Harvey Keitel sono stati i presidenti onorari.
A partire da questa edizione i precedenti limiti finanziari per l'eleggibilità di un film sono stati sostituiti da quattro nuovi criteri: soggetto originale e provocatorio, unicità della visione, economia dei mezzi e percentuale di finanziamento indipendente («Original, provocative subject matter; uniqueness of vision; economy of means; and percentage of independent financing»).
Sono state introdotti due nuovi premi, il premio alla miglior sceneggiatura d'esordio e quello alla miglior performance di debutto.

## Vincitori e candidati
I vincitori sono indicati in grassetto, a seguire gli altri candidati.

### Miglior film
- Pulp Fiction, regia di Quentin Tarantino
- Pallottole su Broadway (Bullets Over Broadway), regia di Woody Allen
- Mrs. Parker e il circolo vizioso (Mrs. Parker and the Vicious Circle), regia di Alan Rudolph
- Nightmare nuovo incubo (New Nightmare), regia di Wes Craven
- Mangiare bere uomo donna (Yin shi nan nu), regia di Ang Lee

### Miglior attore protagonista
- Samuel L. Jackson - Pulp Fiction
- Jon Seda - Così mi piace (I Like It Like That)
- Campbell Scott - Mrs. Parker e il circolo vizioso (Mrs. Parker and the Vicious Circle)
- William H. Macy - Oleanna
- Sihung Lung - Mangiare bere uomo donna (Yin shi nan nu)

### Miglior attrice protagonista
- Linda Fiorentino - L'ultima seduzione (The Last Seduction)
- Lauren Vélez - Così mi piace (I Like It Like That)
- Jennifer Jason Leigh - Mrs. Parker e il circolo vizioso (Mrs. Parker and the Vicious Circle)
- Karen Sillas - What Happened Was...
- Chien-lien Wu - Mangiare bere uomo donna (Yin shi nan nu)

### Miglior regista
- Quentin Tarantino - Pulp Fiction
- Roman Polański - La morte e la fanciulla (Death and the Maiden)
- Alan Rudolph - Mrs. Parker e il circolo vizioso (Mrs. Parker and the Vicious Circle)
- John Dahl - Red Rock West
- Ang Lee - Mangiare bere uomo donna (Yin shi nan nu)

### Miglior fotografia
- John Thomas - Barcelona
- Stevan Larner - Scelte proibite (The Beans of Egypt, Maine)
- Alexander Gruszynski - Così mi piace (I Like It Like That)
- Greg Gardiner - Suture
- Jong Lin - Mangiare bere uomo donna (Yin shi nan nu)

### Miglior sceneggiatura
- Quentin Tarantino e Roger Avary - Pulp Fiction
- Woody Allen e Douglas McGrath - Pallottole su Broadway (Bullets Over Broadway)
- Randy Sue Coburn e Alan Rudolph - Mrs. Parker e il circolo vizioso (Mrs. Parker and the Vicious Circle)
- John Dahl e Rick Dahl - Red Rock West
- Hui-Ling Wang, James Schamus e Ang Lee - Mangiare bere uomo donna (Yin shi nan nu)

### Miglior attore non protagonista
- Chazz Palminteri - Pallottole su Broadway (Bullets Over Broadway)
- Nicholas Turturro - Federal Hill
- Giancarlo Esposito - Fresh
- Eric Stoltz - Pulp Fiction
- Larry Pine - Vanya sulla 42esima strada (Vanya on 42nd Street)

### Miglior attrice non protagonista
- Dianne Wiest - Pallottole su Broadway (Bullets Over Broadway)
- Kelly Lynch - Scelte proibite (The Beans of Egypt, Maine)
- V.S. Brodie - Go Fish
- Carla Gallo - Spanking the Monkey
- Brooke Smith - Vanya sulla 42esima strada (Vanya on 42nd Street)

### Miglior film d'esordio
- Spanking the Monkey, regia di David O. Russell
- Clean, Shaven, regia di Lodge Kerrigan
- Clerks - Commessi (Clerks.), regia di Kevin Smith
- Così mi piace (I Like It Like That), regia di Darnell Martin
- Suture, regia di David Siegel e Scott McGehee

### Miglior sceneggiatura d'esordio
- David O. Russell - Spanking the Monkey
- Paul Zehrer - Blessing
- Kevin Smith - Clerks - Commessi (Clerks.)
- James Bosley - Fun
- Tom Noonan - What Happened Was...

### Miglior performance di debutto
- Sean Nelson - Fresh
- Jeff Anderson - Clerks - Commessi (Clerks.)
- Alicia Witt - Fun
- Renée Zellweger - Love & una 45 (Love and a .45)
- Jeremy Davies - Spanking the Monkey

### Miglior film straniero
- Tre colori: Film Rosso (Trois couleurs: Rouge), regia di Krzysztof Kieślowski
- The Boys of St. Vincent, regia di John N. Smith
- Ladybird Ladybird, regia di Ken Loach
- Lan feng zheng, regia di Tian Zhuangzhuang
- Trentadue piccoli film su Glenn Gould (Thirty Two Short Films About Glenn Gould), regia di François Girard